# Fernando Iglesias Calderón

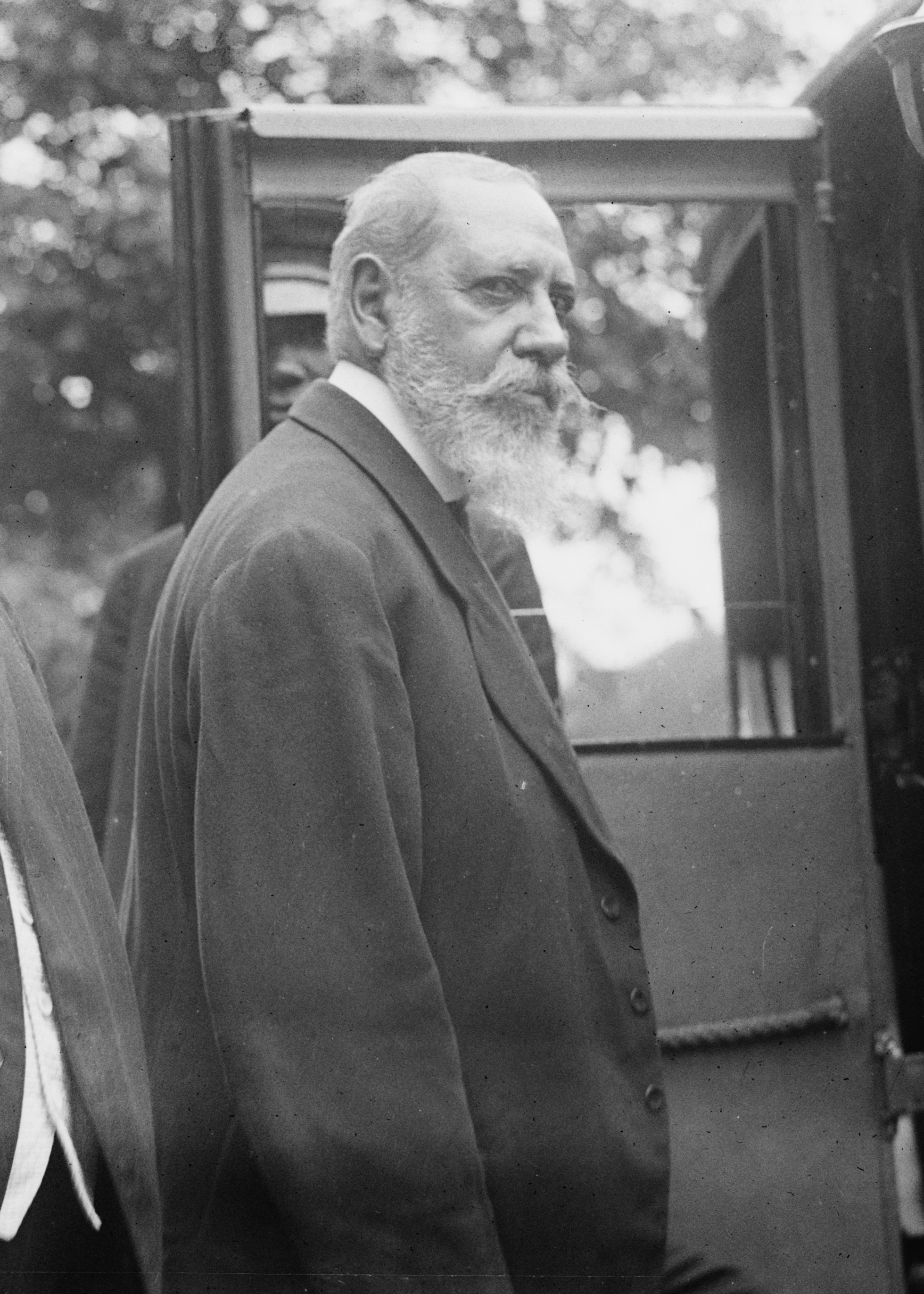
Fernando Iglesias Calderón

Fernando Iglesias Calderón (Mexico-Stad, 30 mei 1856 - aldaar, 26 mei 1942) was een Mexicaans politicus, diplomaat en historicus.
Iglesias Calderón was de zoon van José María Iglesias, president van Mexico in 1876. In 1911 was hij namens de Mexicaanse Liberale Partij kandidaat voor het vicepresidentschap en een jaar later werd hij in de Kamer van Senatoren gekozen, waarvan hij voorzitter werd. In 1920 werd hij ambassadeur van Mexico in de Verenigde Staten en in 1923 werd hij opnieuw tot senator gekozen.